# Australomimetus tasmaniensis
Espèce
Synonymes
- Ero tasmaniensis Hickman, 1929

Australomimetus tasmaniensis est une espèce d'araignées aranéomorphes de la famille des Mimetidae.

## Distribution
Cette espèce est endémique d'Australie. Elle se rencontre en Tasmanie, au Victoria, en Nouvelle-Galles du Sud, dans le Sud du Queensland, dans le Territoire du Nord et dans le Sud de l'Australie-Occidentale.

## Description
Le mâle holotype mesure 2,9 mm et la femelle paratype 4,1 mm.
Le mâle décrit par Harms et Harvey en 2009 mesure 1,85 mm et la femelle 3,43 mm.

## Étymologie
Son nom d'espèce, composé de tasmani[a] et du suffixe latin -ensis, « qui vit dans, qui habite », lui a été donné en référence au lieu de sa découverte, la Tasmanie.

## Publication originale
- Hickman, 1929 : Studies in Tasmanian spiders. Part III. Papers and Proceedings of the Royal Society of Tasmania, vol. 1928, p. 96-118 (texte intégral).